# Anton Hafner (Maler)
Anton Hafner, auch Toni Hafner genannt (* 26. Oktober 1912 in Maria Lankowitz; † 7. April 2012 in Eibiswald), war ein österreichischer Maler und Komponist. 1955 signierte er das Sgraffito bei den Barmherzigen Brüdern in Graz mit „THA“.

## Leben
Anton Hafner wurde am 26. Oktober 1912 als Sohn des Hausbesitzers und Tischlermeisters Josef Hafner und dessen Ehefrau Maria (geborene Kreiner) in Maria Lankowitz geboren und am selben Tag auf den Namen Anton getauft.
Anton Hafner stammt aus einer Handwerkerfamilie, seine musikalische und malerische Begabung wurde in seiner Kinderzeit entdeckt. Als 17-Jähriger kam er 1929 an die Landeskunstschule in Graz, ab 1931 studierte er an der Kunstakademie in Wien bei Hans Larwin, Carl Fahringer, Wilhelm Dachauer und Karl Sterrer. 1937 lebte er ein Jahr in Rom, nach seiner Rückkehr wurde er Organist an der Wallfahrtskirche Maria Lankowitz. Chorleiter in Maria Lankowitz blieb er über 40 Jahre. Er komponierte Offertorien für Weihnachten, Ostern und das Pfingstfest.
Anton Hafners Vater war von 1934 bis 1938 Bürgermeister von Maria Lankowitz gewesen. Seine Familie und er waren Gegner des Nationalsozialismus, Anton Hafner wurde deswegen auch im Juni 1938 überfallen und verprügelt. Er sollte in das Konzentrationslager Dachau gebracht werden, konnte jedoch fliehen und die folgende Zeit als Bergarbeiter in einem Bleibergwerk in Holzappel an der Lahn verbringen. Von 1939 bis 1941 war er in Neisse tätig und lernte seine erste Frau Magda kennen, danach war er Soldat in der deutschen Wehrmacht. Nach einigen Monaten in amerikanischer Kriegsgefangenschaft nahm er 1946 seine künstlerische Tätigkeit wieder auf.
Am 16. Juni 1943 heiratete er in erster Ehe. Am 11. Juli 1989 heiratete der mittlerweile 76-Jährige in zweiter Ehe kirchlich in Maria Lankowitz eine Aloisia „Luise“ Partl; die standesamtliche Trauung fand am 4. Dezember 1989 in Eibiswald statt. Die Gemeinde Eibiswald wurde ihm durch seine zweite Gattin Luise Partl zur Heimat. Er starb dort im Pflegeheim Perisutti und wurde am 11. April 2012 am Friedhof von Maria Lankowitz begraben, wo auch die Anton-Hafner-Gasse ⊙ an ihn erinnert. Ein Enkel Hafners ist der Regisseur und Nestroy-Preisträger Felix Hafner.
Als eines seiner Hauptwerke gilt das 400 m² große Deckengemälde in der Wieser Pfarrkirche. Dieses Werk entstand 1956, es enthält 140 Figuren und beschäftigt sich mit dem Te Deum Anton Bruckners.

## Werke
- Kuppelfresko in der Pfarrkirche Kirche zum gekreuzigten Heiland in Wies
- Fresko in der Seitenkapelle (Kreuzaltar) in der Wallfahrtskirche Maria Lankowitz
- Kreuzweg in der Wallfahrtskirche Maria Lankowitz
- 5 Heiligenbildtafeln im Kirchhof der Wallfahrtskirche Maria Lankowitz
- Sgraffiti am Pfarrhof in Deutschlandsberg am Portal des Lazaristenklosters Graz
- Das etwa 6 m hohe Sgraffito von Johannes von Gott aus 1955 bei den Barmherzigen Brüdern in Graz wurde 2006 per Autokran von der Westwand des Operationstrakts des Krankenhauses an die Nordwand des Refektoriums des Klosters transferiert.
- Altarblatt der Pfarrkirche der Hl. Maria Magdalena in Völkermarkt
- Deckengemälde der Pfarrkirche Rachau
- Hochaltarbild in der Pfarrkirche Wenigzell
- Wandmalereien in der Pfarrkirche Gratkorn
- Kreuzwegbilder in der Pfarrkirche Graz-Gösting
- Kreuzwegbilder in der Pfarrkirche Pölfing-Brunn
- Altarblatt für die Pfarrkirche Lieboch
- Madonna (Lindenholz) Pfarrkirche Lieboch
- Ölbilder und Fresko in der Pfarrkirche St. Martin im Sulmtal[4]
- Gemälde in der Vierzehn-Nothelfer-Kirche der Barmherzigen Brüder in Graz-Algersdorf[5]
- Wandgemälde im Vestibül der Prälatur des Stiftes Admont; vier Deckengemälde im neuen Stiftsarchiv Admont; St.-Hemma-Bilder für das Stift Admont
- Schutzmantelmadonna am Haus des Altbundeskanzlers Alfons Gorbach in Wörschach
- zahlreiche Porträts von Ordensangehörigen und Persönlichkeiten des öffentlichen Lebens in Österreich und Deutschland
- zahlreiche Kompositionen für Feste der römisch-katholischen Kirche
- zahlreiche Bildstöcke und Wegkapellen in der Weststeiermark, z. B. der Steinbauer-Bildstock in Lasselsdorf 55, Gemeinde Stainz[6]
- 1960: Deckengemälde in der Pfarrkirche St. Ulrich in Greith
- 1960: Altarbild in der Laurentiuskapelle in Oberzirknitz bei Jagerberg

## Publikationen
- mit Alfred Seebacher-Mesaritsch (Hrsg.): T. Hafner. Ein steirischer Künstler. Illustrationen von Toni Hafner. Bildband. Verlag für Sammler, Graz 1992, ISBN 3-85365-104-6.